# Dmitro Anatolijovics Csihrinszkij
Dmitro Anatolijovics Csihrinszkij (ukránul: Дмитро Анатолійович Чигринський; Izjaszlav, 1986. november 7. –) labdarúgó, a görög Jonikósz és az ukrán labdarúgó-válogatott belső védője.

## Pályafutása
Pályafutását a Karpati Lvivben kezdte, majd 14 évesen került a Sahtar Doneck Labdarúgó-akadémiájára. 2004-ben mutatkozott be az ukrán élvonalban, majd az FC Barcelona elleni BL-csoportmérkőzésen a 91. percben csereként lépett pályára először nemzetközi mérkőzésen. A találkozót a Sahtar 2–0-ra megnyerte ugyan, de Csihrinszkij a későbbiekben csak a tartalékcsapatban jutott szerephez. Hogy tapasztalatokat gyűjthessen, a Sahtar kölcsönadta a zaporizzsjai Metalurhhoz, ahol a 2005–2006-os idény őszi felében mind a 15 mérkőzésen pályára lépett és 2 gólt szerzett.
A sikeres zaporizzsjai kitérőt követően a Sahtar vezetősége visszarendelte, majd a tavaszi szezonban 11 alkalommal jutott szerephez, amit belső védőként egyedülálló módon 3 góllal hálált meg.
A 2005–2006-os szezon Csihrinszkij mindmáig legeredményesebb szezonja. Mindamellett, hogy 5 gólt szerzett és a védelem oszlopos tagja lett, Szerhij Fedorov sérülése miatt Oleh Blohin behívta a 2006-os labdarúgó-világbajnokság ukrán keretébe.
2009-ben UEFA-kupát nyert a Sahtarral, majd az elvesztett UEFA-szuperkupa-döntőt követően 5 éves szerződést kötött az FC Barcelonával, a gránátvörös-kék alakulat 25 millió eurót fizetett első ukrán játékosáért.
A mellőzött belső védő Spanyolországban mindössze 12 bajnoki mérkőzésen lépett pályára, majd a spanyol bajnoki címet ünneplő katalánoktól 15 millió euró ellenértékben tért vissza Ukrajnába.

## Sikerei, díjai
Sahtar Doneck
- Ukrán bajnok:

5 alkalommal: 2005–06, 2007–08, 2010–11, 2011–12, 2012–13
- Ukrán kupa-győztes:

4 alkalommal: 2008, 2011, 2012, 2013
- Ukrán szuperkupa-győztes:

5 alkalommal: 2008, 2010, 2011, 2012, 2013
- UEFA-kupa-győztes:

1 alkalommal: 2009
Barcelona
- Spanyol bajnok:

1 alkalommal: 2010
- Klubvilágbajnokság

1 alkalommal: 2009
AÉK
- Görög bajnok:

1 alkalommal: 2017–18

## Statisztika
| Szezon    | Csapat               | Mérk. | Gól |
| --------- | -------------------- | ----- | --- |
| 2009–2010 | FC Barcelona         | 12    | 0   |
| 2009–2010 | Sahtar Doneck        | 3     | 0   |
| 2008–2009 | Sahtar Doneck        | 19    | 1   |
| 2007–2008 | Sahtar Doneck        | 27    | 3   |
| 2006–2007 | Sahtar Doneck        | 17    | 0   |
| 2005–2006 | Sahtar Doneck        | 11    | 3   |
| 2005–2006 | Metalurh Zaporizzsja | 15    | 2   |
| 2003–2004 | Sahtar Doneck        | 1     | 0   |